# MIS18A
MIS18A‏ (MIS18 kinetochore protein A) هوَ بروتين يُشَفر بواسطة جين MIS18A في الإنسان.